# Perrou
Pour les articles ayant des titres homophones, voir Perroud, Perroux et Peyroux.
Cet article possède un paronyme, voir Pérou.
Perrou est une commune française, située dans le département de l'Orne en région Normandie, peuplée de 325 habitants (les Perruviens).

## Géographie
Perrou se situe au sud-ouest du département de l'Orne, proche de la Mayenne, aux confins du pays d'Andaine et du Domfrontais. Son bourg est à 5,5 km au nord-ouest de Juvigny-sous-Andaine, à 7,5 km à l'est de Domfront et à 16 km à l'ouest de La Ferté-Macé.
| Domfront             | Champsecret          | Champsecret          |
| Domfront             | Perrou               | Juvigny-sous-Andaine |
| La Baroche-sous-Lucé | La Baroche-sous-Lucé | La Baroche-sous-Lucé |

### Hydrographie
La commune est située dans le bassin Loire-Bretagne. Elle est drainée par le ruisseau de Gérard et le ruisseau la Fieffe,,.

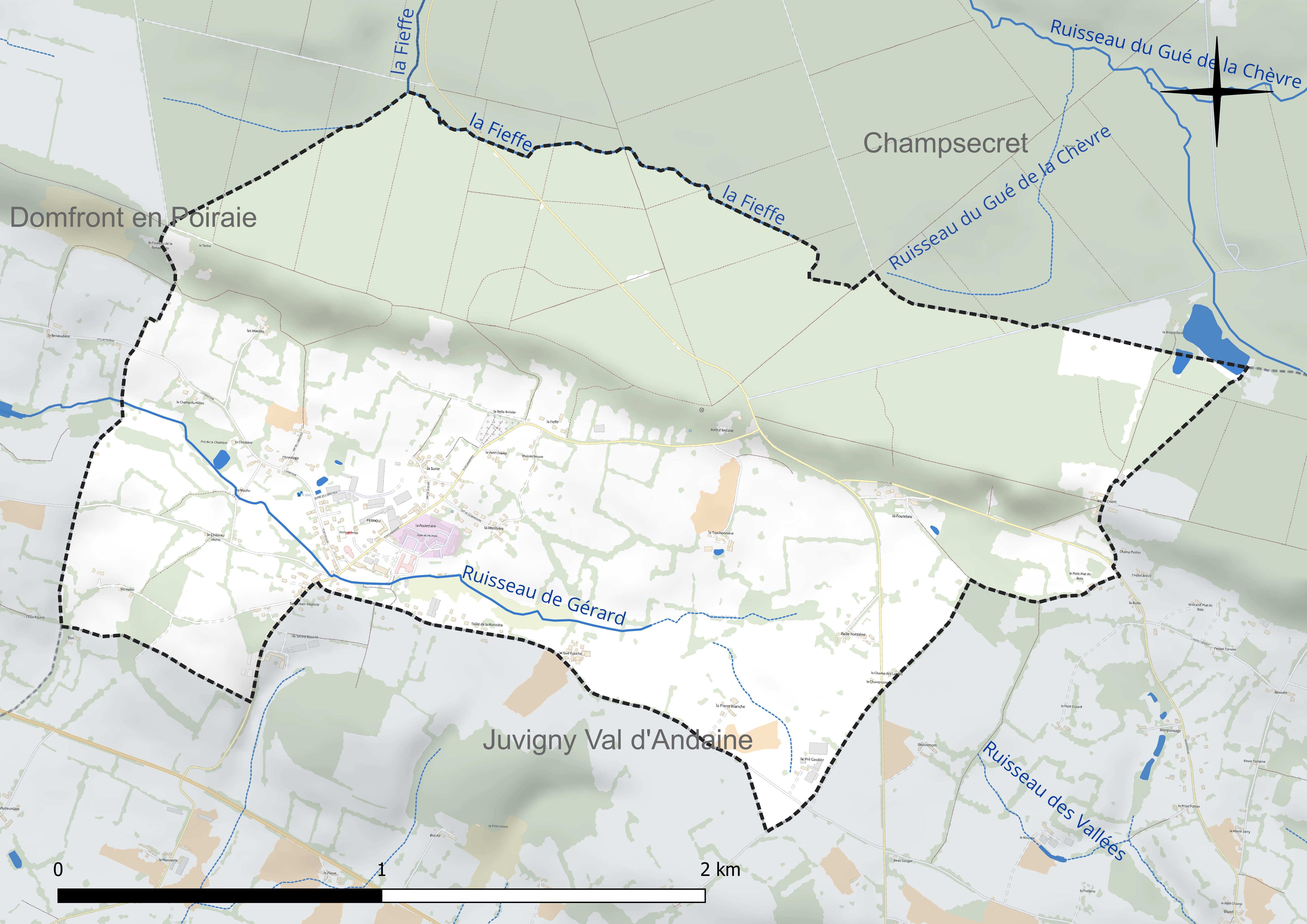
Réseau hydrographique de Perrou.

### Climat
Pour des articles plus généraux, voir Climat de la Normandie et Climat de l'Orne.
En 2010, le climat de la commune est de type climat océanique franc, selon une étude du CNRS s'appuyant sur une série de données couvrant la période 1971-2000. En 2020, Météo-France publie une typologie des climats de la France métropolitaine dans laquelle la commune est exposée à un climat océanique et est dans la région climatique Normandie (Cotentin, Orne), caractérisée par une pluviométrie relativement élevée (850 mm/a) et un été frais (15,5 °C) et venté. Parallèlement le GIEC normand, un groupe régional d’experts sur le climat, différencie quant à lui, dans une étude de 2020, trois grands types de climats pour la région Normandie, nuancés à une échelle plus fine par les facteurs géographiques locaux. La commune est, selon ce zonage, exposée à un « climat contrasté des collines », correspondant au Bocage normand, bien arrosé, voire très arrosé sur les reliefs les plus exposés au flux d’ouest, et frais en raison de l’altitude.
Pour la période 1971-2000, la température annuelle moyenne est de 10,3 °C, avec une amplitude thermique annuelle de 13,5 °C. Le cumul annuel moyen de précipitations est de 950 mm, avec 13,8 jours de précipitations en janvier et 8,2 jours en juillet. Pour la période 1991-2020, la température moyenne annuelle observée sur la station météorologique la plus proche, située sur la commune de Saint-Fraimbault à 14 km à vol d'oiseau, est de 11,2 °C et le cumul annuel moyen de précipitations est de 850,1 mm,. Pour l'avenir, les paramètres climatiques de la commune estimés pour 2050 selon différents scénarios d’émission de gaz à effet de serre sont consultables sur un site dédié publié par Météo-France en novembre 2022.

## Urbanisme

### Typologie
Au 1er janvier 2024, Perrou est catégorisée commune rurale à habitat dispersé, selon la nouvelle grille communale de densité à sept niveaux définie par l'Insee en 2022.
Elle est située hors unité urbaine. Par ailleurs la commune fait partie de l'aire d'attraction de Domfront en Poiraie, dont elle est une commune de la couronne,. Cette aire, qui regroupe 8 communes, est catégorisée dans les aires de moins de 50 000 habitants,.

### Occupation des sols
L'occupation des sols de la commune, telle qu'elle ressort de la base de données européenne d’occupation biophysique des sols Corine Land Cover (CLC), est marquée par l'importance des territoires agricoles (50,2 % en 2018), en diminution par rapport à 1990 (51,5 %). La répartition détaillée en 2018 est la suivante : 
prairies (44,4 %), forêts (42,1 %), zones urbanisées (7,7 %), zones agricoles hétérogènes (5,1 %), terres arables (0,7 %). L'évolution de l’occupation des sols de la commune et de ses infrastructures peut être observée sur les différentes représentations cartographiques du territoire : la carte de Cassini (XVIIIe siècle), la carte d'état-major (1820-1866) et les cartes ou photos aériennes de l'IGN pour la période actuelle (1950 à aujourd'hui).

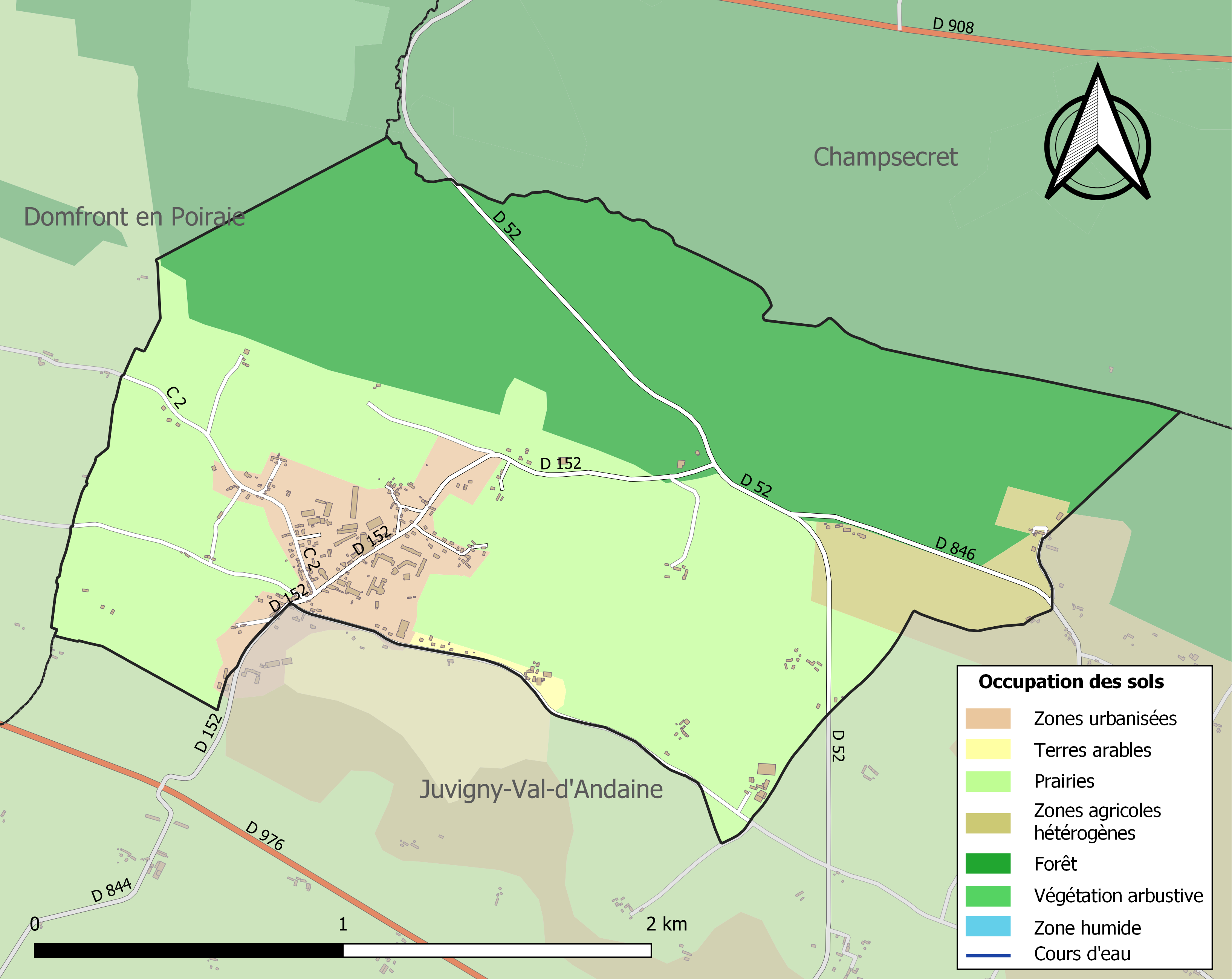
Carte des infrastructures et de l'occupation des sols de la commune en 2018 (CLC).

## Toponymie
Avec le suffixe de présence -avo, Perrou désigne un endroit où il y a des pierres, ou l'un des nombreux diminutifs du prénom Pierre.

## Histoire
La commune de Perrou est créée en 1886, du démembrement de Lucé.

## Politique et administration
| Période                                  | Période    | Identité           | Étiquette | Qualité     |
| ---------------------------------------- | ---------- | ------------------ | --------- | ----------- |
| juin 1995                                | avril 2008 | Yves Pinel         | SE        | Agriculteur |
| mai 2008                                 | En cours   | Jeannine Rablineau | SE        |             |
| Les données manquantes sont à compléter. |            |                    |           |             |

Le conseil municipal est composé de onze membres dont le maire et deux adjoints.

## Démographie
L'évolution du nombre d'habitants est connue à travers les recensements de la population effectués dans la commune depuis 1886. Pour les communes de moins de 10 000 habitants, une enquête de recensement portant sur toute la population est réalisée tous les cinq ans, les populations de référence des années intermédiaires étant quant à elles estimées par interpolation ou extrapolation. Pour la commune, le premier recensement exhaustif entrant dans le cadre du nouveau dispositif a été réalisé en 2008.
En 2022, la commune comptait 325 habitants, en évolution de +14,84 % par rapport à 2016 (Orne : −3,21 %, France hors Mayotte : +2,11 %).
Perrou a compté jusqu'à 818 habitants en 1931. Elle en comptait 590 à sa création en 1886.
| 1886 | 1891 | 1896 | 1901 | 1906 | 1911 | 1921 | 1926 | 1931 |
| ---- | ---- | ---- | ---- | ---- | ---- | ---- | ---- | ---- |
| 590  | 650  | 658  | 675  | 644  | 686  | 703  | 723  | 818  |

| 1936 | 1946 | 1954 | 1962 | 1968 | 1975 | 1982 | 1990 | 1999 |
| ---- | ---- | ---- | ---- | ---- | ---- | ---- | ---- | ---- |
| 797  | 747  | 716  | 687  | 525  | 523  | 504  | 495  | 413  |

| 2006 | 2008 | 2013 | 2018 | 2022 | - | - | - | - |
| ---- | ---- | ---- | ---- | ---- | - | - | - | - |
| 398  | 394  | 278  | 307  | 325  | - | - | - | - |

## Lieux et monuments

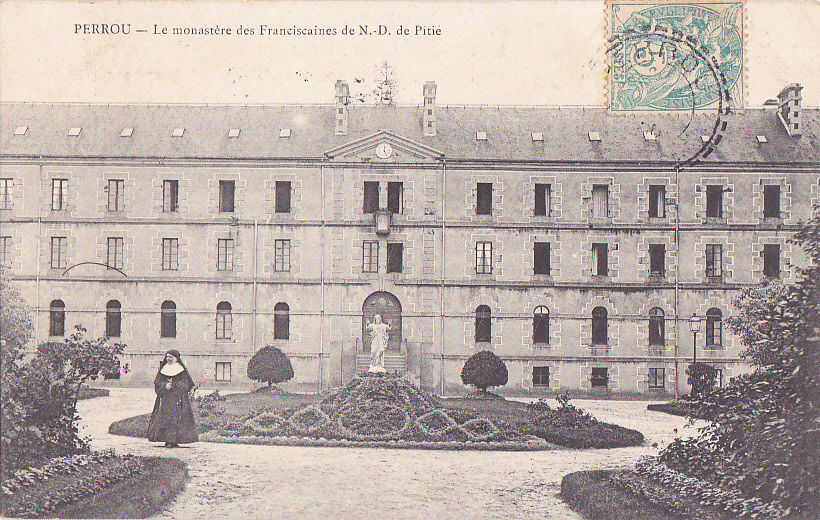
Couvent des franciscaines de Notre-Dame-de-Pitié.

- Beaucoup de grands bâtiments aux multiples fenêtres (de style XIXe et qui constituent une partie importante du bourg) sont d'anciennes propriétés d'une congrégation franciscaine, les franciscaines de Notre-Dame-de-Pitié de Perrou. En effet, à compter de 1868 (à l'initiative de l'abbé Lemoine, curé de la paroisse, et de Mère Élisabeth de Lhomel, ancienne supérieure de l'hospice de Montreuil, dans le Pas-de-Calais), la commune abrite pendant plusieurs générations cette importante communauté religieuse de sœurs franciscaines. L'activité essentielle de cette congrégation consiste — dans le cadre de l'œuvre de Notre-Dame-de-Pitié — à  héberger et nourrir, à éduquer et soigner jusqu'à plusieurs centaines d'enfants et de vieillards de conditions misérables. Ceux-ci sont répartis, selon leur sexe, dans deux orphelinats et deux hospices. Après plus de cent quarante ans de présence, Les religieuses quittent la commune en 2012, mais leur action sociale se poursuit dans leurs anciens locaux en direction des handicapés. Elles ont fusionné avec six autres congrégations franciscaines le 8 décembre 2004 pour donner les sœurs de Saint François d'Assise[25].
- Cette histoire explique aussi  la présence d'une haute et vaste église (construite à partir de 1895, à l'initiative du curé-bâtisseur de Notre-Dame-de-Pitié, elle est de style néogothique), malgré les modestes ressources de la commune et la proximité (10 km), de l'importante ville ancienne  de Domfront. Cette église dédiée à Notre-Dame-de-l'Assomption fut d'ailleurs réquisitionnée par les Allemands comme hôpital militaire pendant l'Occupation, en 1942. Elle abrite deux statues de calcaire polychrome : une Vierge de Pitié et une statue de saint Roch du XVIIe siècle, classées  à titre d'objets aux Monuments historiques[26].
- Le GR 22 (chemin du Mont-Saint-Michel) parcourt la crête qui surplombe la commune.
- La forêt des Andaines couvre le nord du territoire communal.

## Personnalités liées à la commune
- Fernand Jouvencel (1904-1957), mécanicien-garagiste à Perrou. Il fut nommé maire par l'État français en 1942. Avec l'aide de sa femme (voir ci-dessous), il sauva des rafles allemandes plusieurs enfants juives d'origine polonaise en leur fournissant des faux papiers, en les faisant accueillir par les sœurs franciscaines dans l'orphelinat local ou dans des familles d'accueil.
- Madeleine Jouvencel, née Volclair (née en 1911), institutrice et secrétaire de mairie à Perrou en 1942. Elle apporta son entier concours à son mari et fit jouer de ses relations pour éviter la déportation et la mort en déportation des petites juives cachées dans la commune.

En reconnaissance pour l'action humanitaire ainsi déployée — en dépit des risques personnels encourus —, le mémorial israélien de Yad Vashem de Jérusalem les a nommés « Juste parmi les nations » en 2001
.